# 链蠕孢素
链蠕孢素是一种具有蒽醌结构的有机物，化学式为C
15H
10O
6，它是一种天然产物。
它存在于一些植物中，如核腔菌属、翼核木属、麴黴屬和篮状菌属的物种。